# バスケットボール女子プエルトリコ代表
バスケットボール女子プエルトリコ代表（Puerto Rico women's national basketball team）は、プエルトリコバスケットボール連盟により国際大会に派遣される女子バスケットボールのナショナルチームである。
2017年アメリカ選手権で3位となり、2018年ワールドカップに初出場。
2020年、オリンピック世界予選で出場権を獲得し、2021年に東京で開催されたオリンピックに初出場した。

## 主な国際大会成績
- オリンピック
  - 2021年 - 12位
- W杯の成績
  - 2018年 - 16位
- アメリカップの成績
  - 最高成績 準優勝（2021）